# Badínsky prales
Rezerwat przyrody Badínsky prales (Badyński las pierwotny; słow. národná prírodná rezervácia Badínsky prales) – rezerwat przyrody we wschodniej części Gór Kremnickich na Słowacji.

## Położenie
Rezerwat znajduje się w granicach wsi Badín. Leży w dolinie Potoku Badyńskiego (słow. Badínsky potok), ok. 6 km na północny wschód od Badína. Obejmuje tereny położone na północnych stokach masywu Laurína (1025 m n.p.m.), od dna doliny (ok. 700 m n.p.m.) po poziomicę ok. 860 m n.p.m.

## Historia
Jest jednym z najstarszych rezerwatów przyrody na Słowacji. Powstał w 1913 r., na powierzchni 20,5 ha. Inicjatorem jego utworzenia był węgierski leśnik i pionier ochrony przyrody Károly Kaán. Po nowelizacjach w 1974, 1993 i 2002 r. ma obecnie powierzchnię 30,03 ha, a jego strefa ochronna 123,43 ha.

## Przedmiot ochrony
Przedmiotem ochrony jest dobrze zachowany fragment buczyny regla dolnego o charakterze zbliżonym do pierwotnego. Na podłożu budowanym z piroksenowych andezytów oprócz buka pospolitego występują tu jodła pospolita, klon jawor, jesion wyniosły i pojedyncze świerki. Stare buki i jodły osiągają niejednokrotnie znaczne rozmiary. W runie rosną tu szczawik zajęczy, przytulia wonna, szczyr trwały, żywiec cebulkowy, szałwia lepka, żywokost bulwiasty, gajowiec żółty, liczne paprocie i in. W podszycie występuje jeżyna gruczołowata. Ze zwierząt należy wymienić ryjówkę górską i ślimaka obrzeżonego (Helicodonta obvoluta).
Znaczenie naukowe rezerwatu polega na możności obserwowania tempa i czasu wzrostu pojedynczych drzew, sposobów naturalnej sukcesji drzew oraz dynamiki rozwoju poszczególnych stadiów lasu. Możliwość zwiedzania pod opieką przewodnika z ramienia słowackich Lasów Państwowych.